# Kham Souk
Kham Suk oder frankisierend Kham Souk (voller Titel Brhat Chao Yudhi Dharmadhana Negara Champasakti; * 1838 in Champasak; † 28. Juli 1900 in Bassak) war zwischen 1862 und 1900 Herrscher des laotischen Reiches Champasak.

## Leben
Kham Suk war der vierte Sohn von Prinz Huy (reg. 1827–1840) von Champasak, der das Reich als Vasall des Königs von Siam verwaltete. Kham Suk wurde am königlichen Pagenkorps in Bangkok ausgebildet. 1862 ernannte ihn König Rama V. (Mongkut, reg. 1851–1868) von Siam zum Prinzgouverneur von Champasak (Chao Mueang Nakhon Champasak). 1863 erhielt er den persönlichen Titel Chao Yudhi Dharmadhana Negara Champasakti. Er kehrte daraufhin nach Champasak zurück, errichtete einen Palast und baute bis zum Februar 1874 die alte Hauptstadt wieder auf.
Kham Suk war mehrere Male verheiratet, so u. a. mit Prinzessin (Chao Heuane) Keavakama (Kheukama) und Mom Kutmayi na Champasakti (Keutmai). Er starb am 28. Juli 1900 in Bassak und hinterließ drei Söhne und eine Tochter:
1. Prinz (Sadet Chao) Anuya (Nuy), der seinem Vater nachfolgte
2. Prinz (Sadet Chao) Binga (Beng), später Gouverneur von Lampang
3. Prinz (Sadet Chao) Oui (Sak Prasert), der fünfzehn Kinder hatte

1. Prinzessin (Sadet Chao Heuane Nhing) Sangavanakama (Sangvankham), heiratete ihren Halbbruder Prinz Sak Prasert

Nachfolger wurde sein Sohn Nuy (reg. 1900 bis 1945).